# Lupinus comptus
Lupinus comptus är en ärtväxtart som beskrevs av George Bentham. Lupinus comptus ingår i släktet lupiner, och familjen ärtväxter. Inga underarter finns listade i Catalogue of Life.